# Moyses van Uyttenbroeck

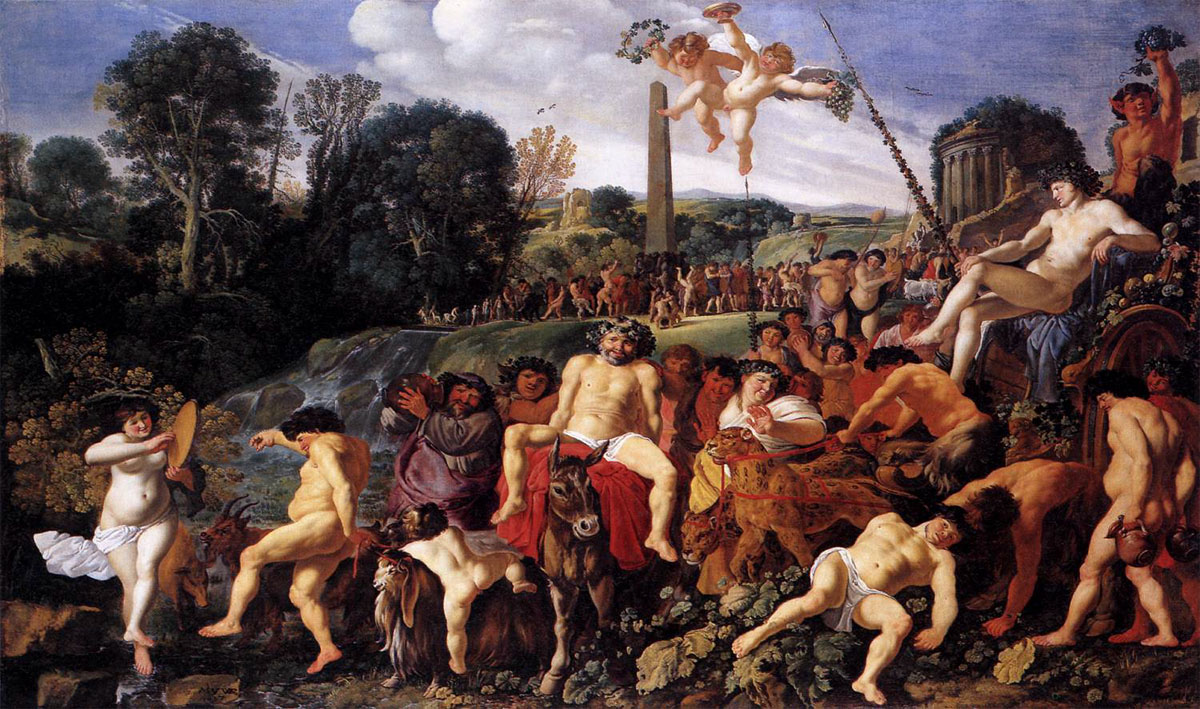
Baccanale, 1627, Herzog Anton Ulrich-Museum, Braunschweig

Moyses van Uyttenbroeck, coniosciuto anche con la grafia van Wtenbrouck (L'Aia, 1600 circa – L'Aia, 1646), è stato un pittore olandese.

## Biografia
Visse all'Aia dove divenne membro della Gilda di San Luca nel 1620. Non è documentato un viaggio in Italia, ma è ipotizzabile in base alle reminiscenze stilistiche nelle sue opere.
Pittore soprattutto di scene bibliche e della storia antica, dimostra uno stile, nel modo di comporre le figure e di stendere il colore, affine ad altri pittori olandesi prima di Rembrandt, sebbene i suoi paesaggi si distinguano per la preminenza, paragonabile a quella dei primi artisti italianizzanti come Cornelis van Poelenburch e Bartholomeus Breenbergh.
Peculiare del suo stile è un tono vivacemente narrativo e spesso ironicamente naif.